# Alergia a frutas
Uma alergia a frutas é uma alergia alimentar. As alergias a frutas representam cerca de dez por cento de todas as alergias relacionadas com alimentos.

## Tipos
Existem muitos tipos diferentes de frutas às quais as pessoas reagem alérgicamente, como mangas e bananas. Alguns alimentos são mais alergénicos que outros. Em adultos, amendoins, nozes, peixes com barbatanas, crustáceos, frutas e vegetais são responsáveis por 85% das reações alérgicas alimentares.
Pessoas com alergias podem ter hipersensibilidade ao alimento alergénico, o que causa a reação alérgica. A maioria das alergias a frutas são alergias orais porque são consumidas, mas também podem ser alergias externas se a fruta tocar a pele.

## Sintomas e sinais
As reações alérgicas a frutas e vegetais geralmente são leves e muitas vezes afetam apenas a boca, causando comichão, erupção cutânea ou bolhas onde o alimento toca os lábios e a boca. Isto é chamado de síndrome de alergia oral. Algumas pessoas que reagem desta maneira a frutas ou vegetais também reagem ao pólen de algumas árvores e ervas daninhas. Assim, por exemplo, pessoas alérgicas ao pólen de bétula também têm probabilidade de ser alérgicas a maçãs.

### Outros sintomas devido à hipersensibilidade
Os sintomas podem variar dependendo da pessoa, da gravidade da alergia e do tipo de fruta. Por exemplo, os sintomas da alergia à manga incluem rouquidão, dispneia e estertores brônquicos (asma).

## Diagnóstico
O teste cutâneo é uma forma comum de testar alergias. Outras formas de testar alergias podem ser o teste de provocação, que consiste em alimentar o paciente com uma quantidade muito pequena e medida do alérgeno e monitorizar a reação.